# Sicista armenica
Sicista armenica, (мишівка вірменська) (Sokolov and Baskevich, 1988) — один з 13 видів, що представляють рід Мишівка (Sicista), ендемік Вірменії.

## Опис
Дрібний гризун, подібний до миші. Середня вага до 10 г, довжина тіла з 5 до 9 см, виключаючи хвіст, який злегка перевищує довжину тіла. Хвіст має приблизно 65-110 мм. Ним тварина може хапатись при русі. Загальна довжина ніг приблизно 14-18 мм. Тіло коричневе, змішане забарвлення на спині.
Вид всеїдний, живиться як насінням та ягодами, так і комахами. Переміщується по землі маленькими стрибками, легко лазить до деревах завдяки своєму хвосту. Гніздо створює із залишків рослин овальної форми, знаходиться у нірці, яку тварина сама і риє.

## Систематика
Вперше вид був описаний Володимиром Соколовим та Мариною Баскевич в 1988 році біля села Анкаван біля витоків річки Мармарік на висоті 2200 м на Памбакському хребті на північному заході Вірменії.

## Поширення
Вид поширений у мішаних лісах лише на Памбакському хребті Вірменії.
Населення
За оцінкою населення: не відома кількість видів.